# Magwe
Magwe, auch Magway, ist die Hauptstadt der Magwe-Division, einer der 15 Verwaltungseinheiten Myanmars. Ihre Bevölkerungszahl beim Zensus 2014 belief sich auf 289.247. Sie liegt am Irawaddy.